# 2013年広島県知事選挙
2013年広島県知事選挙（2013ねんひろしまけんちじせんきょ）は、2013年（平成25年）11月10日に投開票が行われた広島県知事を選出するための選挙である。

## 概要
現職の湯崎英彦の任期満了に伴う知事選挙。湯崎が再選を目指して無所属で立候補したのに対し、共産党県委員会常任委員の大西理が共産党推薦の無所属で立候補し、2名による一騎討ちとなった。主な争点は、1期4年の湯崎県政への評価など。
前回の知事選で県議会内会派のねじれから、党内での内部紛争が勃発し分裂選挙となった経験がある政権与党の自由民主党は、今回の知事選では湯崎への推薦という形で落ち着いた。県議会内にある自民党系の5会派の内、前回知事選で湯崎を支援した県議会最大勢力の自民会議と第6勢力の自民党良政会、第9勢力の前進は、湯崎の再選に向けた立候補について歓迎し湯崎支援の姿勢を見せる。その一方で、前回知事選で湯崎を支援せず対立候補を送り込んだ第3勢力の自民党議員会は、湯崎とは相変わらず距離を置いており、この中には湯崎への支援を見送る県議もおり、党としては前回の知事選からのしこりも残った。
前年の衆院選で野党に転落し、党勢の失速に歯止めがかからない民主党は、前回の知事選で支援した湯崎の推薦を決めた。同党の県議会会派の民主県政会や支持母体の連合広島も同様に、支援・推薦を決めている。
さらに、自民党と連立政権を形成する公明党も湯崎の推薦を決め、現職に与野党3党が相乗りする形となった。
一方で、野党の日本維新の会や日本共産党は、独自候補擁立に向けて動きを強めていた。まず、共産党が党独自候補として同党県委員会常任委員の大西を無所属で擁立し、推薦することを決めた。維新も同様に独自候補擁立を目指し人選を進めていたが、立候補を要請した3人に断られて人選が難航した上に、9月に行われた堺市長選で同党傘下の政治団体「大阪維新の会」の新人候補が現職に敗れるなど党勢の失速が響き、最終的に擁立を見送り、自主投票を決めた。
また、みんなの党と社民党も自主投票となった。現職の湯崎からの推薦要請があれば前向きに検討する意向であった生活の党は、当の湯崎からの推薦要請がなかったために、自主投票としている。

## 選挙データ

### 告示日
- 2013年（平成25年）10月24日[9]

### 執行日
- 2013年（平成25年）11月10日[9]
  - 当日の投票時間帯:午前7時 ~ 午後8時
  - 期日前投票:10月25日 ~ 11月9日

### 同日選挙
- 広島県議会議員補欠選挙（11月1日 告示）[10]
  - 広島市安佐北区選挙区（当該議員の住民投票でのリコールの成立による解職）
  - 三原市世羅郡選挙区（当該議員の辞職）
- 呉市長選挙（任期満了に伴う）[10]

## 立候補者
2名、届け出順。
| 立候補者                     | 年齢 | 党派                                   | 新旧 | 肩書き           |
| ---------------------------- | ---- | -------------------------------------- | ---- | ---------------- |
| 湯崎英彦 （ゆざき ひでひこ） | 48   | 無所属 （自民党、公明党、民主党 推薦） | 現   | 広島県知事       |
| 大西理 （おおにし おさむ）   | 47   | 無所属 （共産党 推薦）                 | 新   | 共産党県常任委員 |

### 選挙のタイムライン
- 2013年3月 - 日本維新の会幹事長の松井一郎が知事選で独自候補者を擁立する方向で検討を開始したことを表明[12]。
- 2013年6月26日 - 現職の湯崎が県議会本会議にて、再選を目指し出馬することを表明[13]。
- 2013年9月12日 - 自民党が湯崎の推薦を決定[3]。
- 2013年9月25日 - 共産党県委員会などで構成する市民団体が緊急集会を開き、大西を共産党推薦で擁立することを決定[7]。
- 2013年9月26日 - 公明党が党本部で中央幹事会を開き、湯崎の推薦を決定[6]。
- 2013年10月3日 - 候補者擁立を目指していた日本維新の会が候補者を擁立せず、自主投票とすることを表明[8]。
- 2013年10月24日 - 告示。現職と新人による一騎討ちに[1]。
- 2013年11月10日 - 投開票。

### 各候補の訴え
（届け出順）
湯崎
1. 観光キャンペーン「おしい！広島県」の展開による観光産業の強化
2. 高校などでの学力向上の推進
3. 檸檬・柿など県内の農業関連業への支援
4. 検診率向上などによる癌対策推進

大西
1. 中小企業振興条例の制定
2. 教職員の増員
3. 兼業農家への支援や後継者育成への取組
4. 中学校卒業までの医療費無償化実現
5. 被爆地として原発ゼロの推進

## 選挙結果

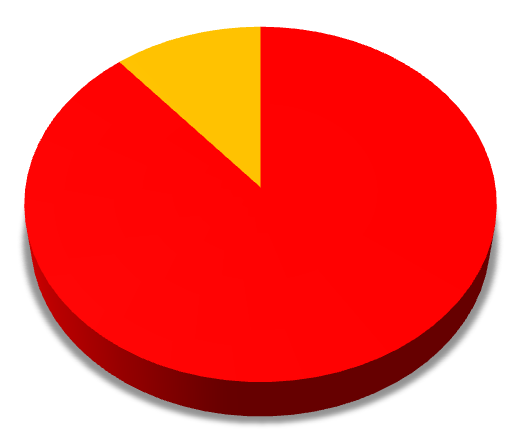
各候補の得票率（得票数の多かった順）

投票率は31.97%で、前回2009年の33.71%を下回り過去3番目に低い投票率であった（前回比 -1.74%）。当日の有権者数は229万9697人で投票者数は73万5257人であった。
候補者別の得票数の順位、得票数、得票率、惜敗率、供託金没収概況は以下のようになった。供託金欄のうち「没収」とある候補者は、有効投票総数の10%を下回ったため全額没収された。惜敗率は未発表のため暫定計算とした（小数3位以下四捨五入）。
|      | 順位 | 候補者名  | 党派   | 新旧 | 得票数  | 得票率 | 惜敗率 | 供託金 |
| ---- | ---- | --------- | ------ | ---- | ------- | ------ | ------ | ------ |
| 当選 | 1    | ■湯崎英彦 | 無所属 | 現   | 646,316 | 88.85% | ----   |        |
|      | 2    | ■大西理   | 無所属 | 新   | 81,141  | 11.15% | 12.55% |        |

今回の知事選では、現職の湯崎の1期目の県政運営への評価が最大の争点になった。その湯崎は、観光キャンペーン「おしい！広島県」やドクターヘリの運用開始など1期目の実績を強調。更に、自民・公明・民主の与野党3党や各団体などの推薦を受け、3党の支持層や無党派層の票も確実にまとめあげ、共産党推薦の大西を大差で下した。
共産党推薦の大西は現職の湯崎への運営批判を展開。福祉や生活を重視する姿勢を前面に押し出し、原発廃止や消費税増税反対なども訴え現職批判票の受け皿として票の獲得を目指したが、及ばなかった。